# Evje
Evje es la capital municipal de Evje og Hornnes, un municipio noruego de la provincia de Agder en la región de Vestlandet. A 1 de enero de 2017 tenía una población estimada de 2462 habitantes.